# Шонк-Русич Костянтин
Шонк-Русич Костянтин (1915—1983), мистець-емаліст родом з Житомира, з 1949 в США. Автор емалевих картин-мініатюр за власними, народними й іконними композиціями, збирач і дослідник старого українського мистецтва, головно ікон. Крім того, автор популярних праць: «Історія українського мистецтва в ілюстраціях» (1978), «Україна в листівках», «Дерев'яна різьба в Україні» та інших. Помер у Нью-Йорку.